# Festuca calcarea
Festuca calcarea  (лат.) — вид однодольных растений рода Овсяница (Festuca) семейства Злаки (Poaceae). Растение впервые описано болгарским ботаником Цветомиром Митевым Денчевым в 2004 году.

## Распространение, описание
Эндемик Болгарии.
Гемикриптофит. Многолетнее, растущее плотной группой растение. Стебель прямостоячий, 20—40 см длиной. Лист шириной 0,2—0,4 мм, нитевидный. Соцветие — линейная метёлка 5—7,5 см в длину. Цветки размером 5—6 мм, по 3—8 на каждом растении.